# Йозеф Оспельт
Йозеф Оспельт (нім. Josef Ospelt *9 січня 1881 — †1 червня 1962) — перший прем'єр-міністр Ліхтенштейну з 2 березня 1921 по 27 квітня 1922 року.
Йозеф Оспельт народився у столиці князівства, в родині Юліуса та Марії (уродженої Зегер). Відвідував початкову школу у Вадуці. У 1911 році був призначений секретарем уряду. У 1916 році одружився з Матильдою Оспельт з Вадуцу.
У 1918 році Оспельт став одним із засновників засновників Прогресивної громадянської партії Ліхтенштейну, а пізніше був головою та багаторічним керівником газети Liechtenstein Volksblatt — часопису партії.
Після прийняття 5 жовтня 1921 року нової Конституції князівства, у підготовці якої Оспельт брав участь, він був призначений за рекомендацією парламенту головою уряду. Після своєї відставки з поста прем'єр-міністра 27 квітня 1922 року він, через політичні обставини, на короткий час переїхав разом зі своєю родиною до Відня.
Після 1922 року Йозеф Оспельт заснував кілька юридичних та страхових агентств у Вадуці. У 1925 році він став офіційним представником страхової компанії Zurich Insurance. Після зміни політичного курсу князівства у 1928 році, Оспельт очолював ряд важливих державних установ Ліхтенштейну. Він також був одним з членів-засновників Історичного товариства у Ліхтенштейні, яке очолював з 1928 по 1955 роки. Був багаторічним головою правління компанії Vintners у Вадуці.
З 1930 по 1932 роки Йозеф Оспельт був депутатом парламенту Ліхтенштейну.
1. ↑  https://hls-dhs-dss.ch/de/articles/021112/2009-10-28/